# Marc Maurel
Marc Maurel est un négociant, armateur et économiste français, né à Pont-de-Larn le 14 juin 1826 et mort à Bordeaux le 16 juillet 1911.

## Biographie
Fils de Pierre Maurel et de Jeanne Carayol, Marc Maurel débute comme associé de Maurel & Prom, fondée par son oncle Hilaire Maurel et Hubert Prom. Il dirige les comptoirs de la société sur la Côte de Gorée.
Il quitte Maurel & Prom pour fonder la maison Maurel Frères, avec ses frères Urbain et Pierre, qui devient une importante maison bordelaise d'armement. 
Résidant durant seize année au Sénégal, il entretient d'importantes relations avec ce pays et la côte occidentale africaine. En 1852, pendant son séjour dans cette colonie, il fait signer une pétition pour demander la liberté de commerce sur le fleuve Sénégal et une protection efficace de la population de la rive gauche contre les pillages des Maures. Le général Louis Faidherbe, gouverneur du Sénégal, fait réaliser ce programme entre 1854 et 1858. Il prend part de manière active à l’adoption d'un régime douanier libéral à Saint-Louis et à Gorée. 
Rentré en France, il se fixe à Bordeaux, habitant au 48 cours du Chapeau-Rouge. En 1863, il devient propriétaire du domaine de Bonnefon à Bassens, où il se fait construire le château des Griffons.
En juin 1870, il est élu conseiller municipal de Bordeaux, siégeant également à la Chambre de commerce de Bordeaux de 1872 à 1884, dont il est le trésorier de 1877 à 1883. En 1884, la campagne d'opinion contre les membres de la Chambre, qui se montrent favorables au projet du canal de Grattequina, est un obstacle à sa réélection. En septembre 1872, avec Alfred Daney, il propose à la Chambre de commerce la fondation d'un cours d'économie politique. De l'union amicale des anciens élèves de ce cours naît en 1882 la Société d'économie politique de Bordeaux dont il devient président puis président d’honneur. 
Il est élu membre correspondant de l'Académie des sciences morales et politiques (section d'économie politique, statistique et finances) le 13 juin 1908 et membre honoraire du Cobden Club (en).
Marié avec Marie Eugénie Léon, fille de Félix Joseph Léon, capitaine adjudant-major d'infanterie de marine, et nièce du Dr Prosper Bancal, il est le père de Paul Maurel et le beau-père du négociant Pierre Larcher.

## Publications
- Note sur la marine marchande (1869)
- Réflexions d’un père de famille au sujet de la loi militaire (1872) adressées aux membres de l’Assemblée Nationale
- Lettre d’un consommateur (1878)
- Les Colonies (1882)
- Enquête publique sur le commerce de la boulangerie et de la boucherie à Bordeaux, 1871 (avec J.B. Lescarret)
- Considérations générales à propos du questionnaire du ministre des finances sur le mode de taxation des revenus commerciaux et industriels, 1894
- Le mirage décevant du protectionnisme, 1899